# Дараикалон
Дараикалон (Бибихурум; тадж. Дараикалон) — село в районе Рудаки Республики Таджикистан. Входит в состав джамоата (сельской общины) Эсанбой района Рудаки.
Находится на расстоянии 40 км от райцентра (пгт. Сомониён) и 30 км от центра общины (село Эсанбой).
Население — 367 чел. (2017).